# Вратя Вас
Вратя Вас (словен. Vratja Vas) — поселення в общині Апаче, Помурський регіон, Словенія. Висота над рівнем моря: 231,9 м.